# Otto – Der Liebesfilm
Otto – Der Liebesfilm ist der vierte Kinofilm von Otto Waalkes und erschien im Jahr 1992.

## Handlung
Liebesgott Amor wird von Gott beim Videospielen erwischt und bekommt den Auftrag, zwei Menschen zusammenzuführen. Derweil auf der Erde macht sich Otto als Straßenmusikant zur peinlichen Nummer, als seine Gitarre kaputtgeht. Beim Kauf einer neuen Saite verklemmt sich seine Hand in Tinas Handtasche, die in Dr. Beierles Schönheitsfarm arbeitet. Als sie in die U-Bahn steigt, reißt die Tasche ab, und Otto wird von Amors Pfeil getroffen. Zu Ottos Missgeschick gerät die Tasche unter eine Reinigungsmaschine. Doch die Einladung zu einem Ärztekongress bleibt unversehrt, und er will ihr dort die Tasche zurückgeben und seine Liebe gestehen. Während er in einer Fotokabine überlegt, wie er sich verkleiden sollte, kommt Tina mit ihrem Hund vorbei. Amor nutzt die Chance zum Schuss, trifft aber ihren Hund Seppi.
Beim Ärztekongress wird Otto zunächst für einen Arzt gehalten und dann mit dem Unterhaltungskomiker für den Auftritt verwechselt. Als Beulenpest verkleidet, macht er sich die Ärzte prompt zu Feinden, indem er behauptet, sie seien geldgierige Stümper. Doch Beierle, Tinas Chef, hat plötzlich den echten Unterhalter vor sich und befiehlt, Otto rauszuwerfen. Als Otto abgeführt wird, sieht er Tina bei Beierle und zeigt die Tasche. Tina und Beierle wollen Otto festnehmen lassen, doch er kann den Wachmännern bei einer parallel laufenden Modenschau entkommen. Als Beierle auf seine Art mit Tina im Billardzimmer reden möchte (er soll das Nasenproblem ihres Vaters lösen), versteckt sich Otto, als Stehlampe getarnt, und belauscht das Gespräch. Er erkennt, dass Beierle sie nur verführen statt ihr helfen möchte, und präsentiert sich als „Rächer mit dem Becher“. Es folgt ein Kampf, wobei Otto bewusstlos wird. Amor nutzt die Chance und schießt Tina per „Goldenem Schuss“ einen Liebespfeil ins Herz. Als Otto erwacht, verliebt sie sich sofort in ihn. Ein Kuss zwischen beiden führt zum Zerspringen von Lampen.
Otto wird Tinas Vater vorgestellt, der eine geschwollene Nase durch eine Seereise erlitten hat. Otto  wird dringend nahegelegt, diese nicht zu erwähnen. Er kann sich jedoch nicht beherrschen, wodurch er sich den Vater zum Feind macht.
Otto und Tina schmieden Zukunftspläne. Otto geht sofort auf Wohnungssuche und studiert die Wohnungsannoncen der Zeitung, um alle Anbieter abzuklappern. Wegen seines ungeschickten Verhaltens scheitert er zunächst bei jedem Versuch, doch dann scheint er Glück zu haben, als er zur Villa Lodenwald kommt, die einen musisch begabten Bewohner sucht. Er muss den Test mit einer musikalischen Darbietung bestehen und muss feststellen, dass Beierle einer der Prüfer ist. Beierle und der Intendant des Fernsehens, Gutmann, wollen auf keinen Fall, dass die Villa in andere Hände fällt, und machen einen Vertrag aus, um ihm eine Stiftung (deren Besitzer sie selbst sind) zukommen zu lassen. Frau Lodenwald findet Gefallen an Otto, und er kann sogar die „Ur-Laute“ spielen. Doch auch für diesen Fall sind Beierle und Gutmann gerüstet: Sie schlagen ihr vor, Otto bei der nächsten Volksmusiksendung mit dem Stück ihres Großvaters auftreten zu lassen.
Als die Sendung ausgestrahlt wird, haben sich Beierle und Gutmann etwas ganz Gemeines ausgedacht, um Otto zu blamieren: Beierle gießt in das „Tugendhorn“ etwas von seinem Liebestrank ein, um Otto wollüstig und die Sendung zur Blamage zu machen. Das gelingt offensichtlich, und Tina versucht derweil, Beierles Vertrag aus seinem Tresor zu holen. Als dies nicht gelingt und Otto erschöpft von Tina gefunden wird, greift er zu einer List mit seinen roten Bechern und gaukelt Beierle vor, den Vertrag zu haben. Beide ziehen in das Anwesen. Doch Tinas Vater, enttäuscht von der Sendung, taucht auf, um seine Tochter zu holen. Durch die Küsse von Otto und Tina platzt seine Nase wie die Glühlampen zuvor, wodurch sie ein normales Erscheinungsbild erhält.

## Kritiken
Der vierte Kinofilm von Otto Waalkes setzte laut Kritikern den Abwärtstrend seiner Filme fort.

„Dem Otto-Motor geht der Sprit aus.“

„Ein Film für Fans, aber bei weitem kein großer Wurf.“

„Vierter Kinofilm des Komikers Otto Waalkes, der neben einigen Glanzlichtern eine Menge Leerlauf, miserable Darsteller und eine kinountaugliche Fernseh-Ästhetik bietet.“

„Verknüpfung einer Überzahl von Witzen, deren Substanz sich als mal mehr und öfter auch als weniger gelungen erweist.“

## Trivia
- Markus Majowski, der später mit Otto Waalkes in 7 Zwerge – Männer allein im Wald den Cookie spielt, taucht in einer Nebenrolle als Kaufhausdieb auf. Oliver Bootz gibt hier in einer Kleinrolle sein Filmdebüt.
- Otto und Jessika Cardinahl mimten bereits im ersten Film der Reihe, Otto – Der Film, ein Liebespaar.
- Ingolf Lück tritt in einer Nebenrolle als Modeschöpfer auf.
- Amors Videospielgerät war das damals populäre Sega Mega Drive. Sega produzierte ein Jahr später auch die Ottifanten-Videospiele.
- Gott wurde vom einprägsamen Sprecher Hans Paetsch gesprochen, der auch Erzähler in den Hui-Buh-Hörspielen war.
- In einer Szene lehnt der Sänger der Scorpions, Klaus Meine, den Anfang von Wind of Change pfeifend und singend, gedankenverloren an einem Laternenpfahl. Otto gibt ihm ein Geldstück, weil er ihn für einen Bettler hält. Später nimmt er es ihm in einer weiteren Szene wieder weg.
- Auch in diesem Film gibt es einige Parodien: Ganz am Anfang des Films parodiert Otto die Start-Szene aus dem Musikvideo Black Or White von Michael Jackson ("Eat this!") und auf dem Ärztekongress den Tanzschritt aus dem Musikvideo I Can't Dance von Genesis. Als Otto für die Lodenwald-Stiftung vorspielen soll, parodiert er die Coca-Cola-Werbung mit dem Bandcasting (Gitarrenspiel mit Flasche). Zudem wird, wie auch schon in Otto – Der neue Film (1987) ein Levi’s-Jeans-Werbespot (unterlegt mit The Joker von der Steve Miller Band) parodiert.
- Der amerikanische Schauspieler und Sänger Al Corley hat im Film eine Nebenrolle als Vermieter. Er war viele Jahre mit Hauptdarstellerin Jessika Cardinahl verheiratet.
- Gedreht wurde der Film in Berlin und in den Filmstudios Babelsberg.
- Der U-Bahnhof, in dem Tina mit dem an der Tasche festhängendem Otto verschwindet, ist der U-Bahnhof Adenauerplatz (Großprofil), als sie unten ankommen stehen sie aber auf dem unterirdisch gelegenem U-Bahnhof Deutsche Oper (Kleinprofil), während der Pfeil aber auf den oberirdisch gelegenen U-Bahnhof Möckernbrücke (Kleinprofil) zielt.
- Das Schloss (Villa Lodenwald), in dem Otto und Tina am Ende einziehen, ist das Schloss Britz in Berlin-Neukölln.
- Die Parkanlage, in der sich Otto mit Tina trifft, ist das Südufer des Lietzensees in Berlin-Charlottenburg.
- Die Brücke, von der Otto mit dem Fahrrad vom Weg abkommt und im Teltowkanal landet, ist die ehemalige Überführung der Friedhofsbahn bei Dreilinden.